# Ifeanyi Chiejine
Ifeanyichukwu Stephanie Chiejine (Lagos, 1983. május 17. – 2019. augusztus 21.) Afrikai nemzetek kupája bronzérmes nigériai labdarúgó, csatár.

## Pályafutása

### Klubcsapatban
1998 és 2009 között az FCT Queens, a Pelican Stars és a Bayelsa Queens labdarúgója volt. Közben, 2008-ban az amerikai FC Indiana csapatában szerepelt kölcsönben. 2010-ben a finn KMF Kuopio, 2011-ben a PK-35 Vantaa, 2011 és 2013 között az orosz Zvezda Perm, 2013-től a kazah CSHVSM Almati játékosa volt.

### A válogatottban
1998 és 2008 között 61 alkalommal szerepelt a nigériai válogatottban és 15 gólt szerzett. Részt vett a 2000-es sydney-i és a 2008-as pekingi olimpián. Tagja volt a 2008-as Egyenlítői Guinea-i Afrikai nemzetek kupáján bronzérmes válogatottnak.

## Sikerei, díjai
Nigéria
- Afrikai nemzetek kupája
  - bronzérmes: 2008, Egyenlítői Guinea